# Ilja Sielwinski
Ilja Lwowicz Sielwinski (ros. Илья Львович Сельвинский ur. 12 października?/24 października 1899 w Symferopolu, zm. 22 marca 1968 w Moskwie) — rosyjski pisarz i poeta, przedstawiciel konstruktywizmu w literaturze.

## Życiorys
Pochodził z rodziny krymczackiej. Jego ojciec, Lew Sielwinski, brał udział w wojnie rosyjsko-tureckiej, a następnie handlował futrami i skórami zwierząt futerkowych.
Sielwinski rozpoczął naukę w szkole podstawowej w Eupatorii, w latach 1915–1919 w gimnazjum. Już w roku 1915 zaczął publikować swoje utwory, najczęściej w gazecie „Ewpatorijskije nowosti”.
W okresie rewolucji październikowej uczestniczył w walkach, w okresie wojny domowej walczył w szeregach Armii Czerwonej. Po powrocie do cywila zarabiał na życie między innymi jako tragarz, model malarski, dziennikarz i zapaśnik cyrkowy.
W roku 1923 Sielwinski ukończył studia na wydziale nauk społecznych Uniwersytetu Moskiewskiego. Został przywódcą grupy konstruktywistów, do której należeli Edward Bagricki, Władimir Ługowski, Wiera Inber, Borys Łapin, Borys Agapow i Eugeniusz Gawriłowicz. W latach 1927–30 prowadził gwałtowną polemikę z Władimirem Majakowskim, lecz zakończył ją samokrytyką, po czym został spawaczem w elektrowni.
W roku 1933 uczestniczył w wyprawie arktycznej statku "Czeluskin".

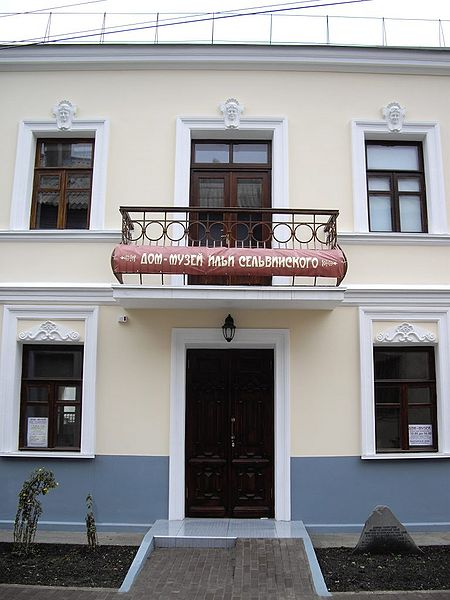
Muzeum Sielwinskiego w Symferopolu

W okresie wielkich czystek, 21 kwietnia 1937, ukazało się postanowienie Biura Politycznego KC WKP(b) “O sztuce Ilji Sielwinskiego Umka-biały niedźwiedź”:
1. Zdjąć z repertuaru sztukę I. Sielwinskiego „Umka-biały niedźwiedź” wystawioną przez moskiewski „Teatr Rewolucji” jako antyartystyczną i niegodną teatru radzieckiego,
2. Zwrócić uwagę tow. Kierżencewowi na słabość kontroli Komitetu ds. sztuki odnośnie do repertuaru teatrów moskiewskich
3. Ogłosić w gazetach (w kronice) komunikat o zdjęciu z repertuaru sztuki I. Sielwinskiego „Umka-biały niedźwiedź"

Pretekstem do tej nagonki stał się list grupy Czukczów, uważających, że treść sztuki ich obraża.
W latach czterdziestych pisał wierszem sztuki o tematyce historycznej. W okresie II wojny światowej walczył na froncie i dosłużył się stopnia podpułkownika.
W latach pięćdziesiątych redagował na nowo swoje utwory z lat dwudziestych.
W latach 1971–74 ukazało się pośmiertnie wydanie dzieł zebranych Sielwinskiego w sześciu tomach.